# Norbert Bonvecchio
Norbert Bonvecchio (Trento, 14 agosto 1985) è un giavellottista italiano, quattro volte campione nazionale assoluto della specialità.
In carriera può vantare anche tre titoli di campione invernale di lanci, vinti nel 2012, 2014 e 2015.
Con il suo primato personale di 80,37 m, è il 6º migliore italiano di specialità.

## Biografia
Già da piccolo ha dimostrato passione per l'atletica leggera, gareggiando in molteplici discipline. Con le attenzioni del padre, Sergio Bonvecchio, noto preparatore atletico nonché tecnico dei lanci a Trento, ha praticato per diversi anni tanto il salto in alto quanto il lancio del giavellotto, ottenendo significativi risultati in ambo le discipline.
Nel salto in alto ha vinto per tre volte i campionati italiani tra la categoria juniores e quella promesse, vantando quale record personale 2,13 m indoor (2006): in questa specialità, nel 2004, è stato azzurro (quinto posto) in un triangolare juniores svoltosi proprio in Italia ad Isernia. La prima esperienza nazionale nel giavellotto, invece, arriva nel 2007, quando è convocato per un triangolare (quinta posizione) a Murcia in Spagna.
Doppia medaglia di bronzo (alto e giavellotto) ai campionati italiani juniores nel 2004 e fuori in fase di qualificazione nell'alto agli assoluti di Firenze.
Campione italiano promesse di salto in alto nel 2005 e quinto nel lancio del giavellotto nella stessa rassegna nazionale; medaglia d'argento nell'alto agli italiani promesse indoor. Prende parte ad entrambi i campionati assoluti gareggiando nel salto in alto, giungendo sesto al coperto e settimo nella versione outdoor.
Campione italiano promesse indoor di salto in alto nel 2006 ed ai campionati italiani invernali di lanci si laurea vicecampione nazionale promesse e settimo assoluto.
Titolo italiano promesse invernale di lanci nel 2007 e quarto assoluto; medaglia d'argento nel lancio del giavellotto ai nazionali promesse in cui giunge quarta nel salto in alto.
Vicecampione italiano agli invernali di lanci nel 2008 e medaglia di bronzo ai nazionali universitari; nono posto agli assoluti di Cagliari.
Due piazzamenti ai campionati italiani nel biennio 2009-2010: settimo ai nazionali invernali di lanci e quarto agli assoluti.
A seguito d'un infortunio alla caviglia e dati gli ottimi riscontri nel giavellotto, abbandona definitivamente il salto in alto. Nel 2011, migliorando il proprio record personale di cinque metri, sigla un 75,52 m. L'anno successivo è per la prima volta titolare nella Nazionale assoluta nella Coppa Europa invernale di lanci tenutasi ad Bar in Montenegro concludendo la gara al settimo posto.
2013, partecipa a: Giochi del Mediterraneo a Mersin in Turchia (6º), Europei a squadre nel Regno Unito a Gateshead (11º) ed alle Universiadi a Kazan' in Russia (9º).
Prende parte nel 2014 agli Europei di Zurigo (Svizzera) non riuscendo a qualificarsi per la finale; ad inizio stagione giunge decimo nella Coppa Europa invernale di lanci a Leiria (Portogallo) e poi a giugno agli Europei a squadre a Braunschweig (Germania) finisce in quarta posizione.
2015, quinto in Coppa Europa invernale di lanci a Leiria in Portogallo e quarto agli Europei a squadre a Čeboksary in Russia.
Nonostante i propri impegni sportivi, nel 2010 si è laureato presso la facoltà di economia a Università di Trento e dal 2011 pratica a tempo pieno la professione di commercialista. È inoltre membro della giunta CONI di Trento, nonché vice presidente del comitato regionale FIDAL del Trentino-Alto Adige.
Dal 2011 compreso ad oggi, è sempre andato a medaglia in tutti e 11 i campionati italiani seniores (sia invernali di lanci che assoluti) vincendo 5 titoli nazionali e 6 di vicecampione italiano.
I suoi atleti di riferimento sono due atleti cechi: il primatista mondiale e pluricampione olimpico/mondiale Jan Železný ed il campione europeo/mondiale Vítězslav Veselý.

## Progressione

### Lancio del giavellotto
| Stagione | Misura  | Luogo           | Data       | Rank. Mond. |
| -------- | ------- | --------------- | ---------- | ----------- |
| 2021     | 74,89 m | Trento          | 1-5-2021   |             |
| 2020     | 77,60 m | Vittorio Veneto | 27-9-2020  |             |
| 2019     | 73,22 m | Trento          | 12-10-2019 |             |
| 2018     | 70,93 m | Rovereto        | 23-8-2018  |             |
| 2017     | 79,80 m | Conegliano      | 16-6-2017  |             |
| 2016     | 72,18 m | Lucca           | 20-2-2016  |             |
| 2015     | 79,45 m | Roma            | 4-6-2015   |             |
| 2014     | 80,37 m | Braunschweig    | 22-6-2014  |             |
| 2013     | 77,10 m | Savona          | 22-5-2013  |             |
| 2012     | 79,22 m | Andorf          | 18-8-2012  |             |
| 2011     | 75,52 m | Trento          | 8-5-2011   |             |
| 2010     | 70,95 m | Grosseto        | 30-6-2010  |             |
| 2009     | 70,74 m | Trento          | 18-4-2009  |             |
| 2008     | 71,02 m | Montebelluna    | 15-3-2008  |             |
| 2007     | 67,39 m | Verona          | 17-2-2007  |             |

## Palmarès
| Anno | Manifestazione          | Sede      | Evento                 | Risultato | Prestazione | Note  |
| ---- | ----------------------- | --------- | ---------------------- | --------- | ----------- | ----- |
| 2013 | Giochi del Mediterraneo | Mersin    | Lancio del giavellotto | 6º        | 72,55 m     | [ 5 ] |
| 2013 | Universiadi             | Kazan'    | Lancio del giavellotto | 9º        | 75,28 m     | [ 6 ] |
| 2014 | Europei                 | Zurigo    | Lancio del giavellotto | 30º (q)   | 69,38 m     | [ 7 ] |
| 2016 | Europei                 | Amsterdam | Lancio del giavellotto | 24º (q)   | 75,75 m     |       |

## Campionati nazionali
- 4 volte campione nazionale assoluto di lancio del giavellotto (2013, 2014, 2016, 2020)
- 4 volte campione nazionale invernale di lancio del giavellotto (2012, 2014, 2015, 2020)
- 1 volta campione nazionale promesse invernale di lancio del giavellotto (2007)
- 1 volta campione nazionale promesse di salto in alto (2005)
- 1 volta campione nazionale promesse indoor di salto in alto (2006)

2004
- Bronzo ai Campionati italiani juniores e promesse (Rieti), salto in alto - 2,06 m[8]
- Bronzo ai Campionati italiani juniores e promesse (Rieti), lancio del giavellotto - 56,96 m[8]
- In qualificazione ai Campionati italiani assoluti (Firenze), salto in alto - 2,05 m[9]

2005
- Argento ai Campionati italiani allievi-juniores-promesse indoor (Genova), salto in alto - 2,03 m[10]
- 6º ai Campionati italiani assoluti indoor (Ancona), salto in alto - 2,08 m[11]
- Oro ai Campionati italiani juniores e promesse (Grosseto), salto in alto - 2,12 m[12]
- 5º ai Campionati italiani juniores e promesse (Grosseto), lancio del giavellotto[12]
- 7º ai Campionati italiani assoluti (Bressanone), salto in alto - 2,11 m[13]

2006
- Oro ai Campionati italiani allievi-juniores-promesse indoor (Ancona), salto in alto - 2,13 m[14]
- 7º ai Campionati italiani invernali di lanci (Ascoli Piceno), lancio del giavellotto - 65,47 m (assoluti)[15]
- Argento ai Campionati italiani invernali di lanci (Ascoli Piceno), lancio del giavellotto - 65,47 m (promesse)[16]

2007
- 4º ai Campionati italiani invernali di lanci (Bari), lancio del giavellotto - 66,56 m (assoluti)[17]
- Oro ai Campionati italiani invernali di lanci (Bari), lancio del giavellotto - 66,56 m (promesse)[18]
- Argento ai Campionati italiani juniores e promesse (Bressanone), lancio del giavellotto - 63,58 m[19]
- 4º ai Campionati italiani juniores e promesse (Bressanone), salto in alto - 2,09 m[20]

2008
- Argento ai Campionati italiani invernali di lanci (San Benedetto del Tronto), lancio del giavellotto - 70,23 m[21]
- Bronzo ai Campionati nazionali universitari (Pisa), lancio del giavellotto - 64,88 m[22]
- 9º ai Campionati italiani assoluti (Cagliari), lancio del giavellotto - 63,24 m[23]

2009
- 7º ai Campionati italiani invernali di lanci (Bari), lancio del giavellotto - 61,05 m[24]

2010
- 4º ai Campionati italiani assoluti (Grosseto), lancio del giavellotto - 70,95 m[25]

2011
- Argento ai Campionati italiani invernali di lanci (Viterbo), lancio del giavellotto - 74,69 m[26]
- Argento ai Campionati italiani assoluti (Torino), lancio del giavellotto - 74,04 m[27]

2012
- Oro ai Campionati italiani invernali di lanci (Lucca), lancio del giavellotto - 73,16 m[28]
- Argento ai Campionati italiani assoluti (Bressanone), lancio del giavellotto - 75,82 m[29]

2013
- Argento ai Campionati italiani invernali di lanci (Lucca), lancio del giavellotto - 71,94 m[30]
- Oro ai Campionati italiani assoluti (Milano), lancio del giavellotto - 75,36 m[31]

2014
- Oro ai Campionati italiani invernali di lanci (Lucca), lancio del giavellotto - 73,41 m[32]
- Oro ai campionati italiani assoluti (Rovereto), lancio del giavellotto - 78,96 m[33]

2015
- Oro ai Campionati italiani invernali di lanci (Lucca), lancio del giavellotto - 77,04 m[34]
- Argento ai campionati italiani assoluti (Torino), lancio del giavellotto - 76,51 m[35]

2016
- Argento ai Campionati italiani invernali di lanci (Lucca), lancio del giavellotto - 72,18 m[36]
- Oro ai Campionati italiani assoluti (Rieti), lancio del giavellotto - 78,85

2019
- 4º ai Campionati italiani invernali di lanci (Lucca), lancio del giavellotto - 71,68 m
- 4º ai Campionati italiani assoluti (Rieti), lancio del giavellotto - 72,12 m

2020
- Oro ai Campionati italiani invernali di lanci (Vicenza), lancio del giavellotto - 70,48 m
- Oro ai Campionati italiani assoluti (Padova), lancio del giavellotto - 74,64 m

2021
- 5º ai Campionati italiani invernali di lanci (Molfetta), lancio del giavellotto - 67,29 m
- Argento ai Campionati italiani assoluti (Rovereto), lancio del giavellotto - 71,83 m

## Altre competizioni internazionali
2007
- 5º all'Incontro internazionale di lanci lunghi ( Murcia), lancio del giavellotto - 65,04 m[37]

2012
- 7º nella Coppa Europa invernale di lanci ( Bar), lancio del giavellotto - 73,99 m[38]

2013
- 11º agli Europei a squadre ( Gateshead), lancio del giavellotto - 70,16 m[5]

2014
- 10º nella Coppa Europa invernale di lanci ( Leiria), lancio del giavellotto - 74,99 m[39]
- 4º agli Europei a squadre ( Braunschweig), lancio del giavellotto - 80,37 m[7]

2015
- 5º nella Coppa Europa invernale di lanci ( Leiria), lancio del giavellotto - 77,62 m[40]
- 8º al Golden Gala Pietro Mennea ( Roma), lancio del giavellotto - 79,45 m[41]
- 4º agli Europei a squadre ( Čeboksary), lancio del giavellotto - 77,33 m[42]